# Fort Sint-Donaas
Het Fort Sint-Donaas is een fort dat was gelegen aan de scheepvaartweg naar Brugge, nabij Lapscheure in de gemeente Damme. Het fort maakte later onderdeel uit van de Linie van Cantelmo.

## Geschiedenis
Het fort werd, na de verovering van Sluis door Prins Maurits in 1604, aangelegd door de Spaanse veldheer Spinola. Het was een zogeheten tegenfort en moest het gebied beschermen tegen uitvallen van de Staatse troepen. Het was een vierzijdig gebastioneerd aarden fort. Ook controleerde het de scheepvaart (over de Soute Vaart en de Soete Vaart) naar Brugge.
Het fort deed opnieuw dienst, ten gunste van de Fransen, tijdens de Spaanse Successieoorlog. Na deze oorlog kwam het Barrièretraktaat tot stand, waarbij een aantal forten in de Zuidelijke Nederlanden een Staatse bezetting moesten dulden. Dit geschiedde in 1718. In die periode werd aan het fort een hoornwerk en twee redoutes toegevoegd. In 1783 werden de Staatsen door de Oostenrijkers uit de forten verdreven en werd de grens van 1664 weer hersteld.
Door het graven van de Damse Vaart in 1856 verdween een groot deel van het fort. Overblijfselen ervan - een deel hoornwerk in de vorm van een zwaluwstaart - zijn nog ten noorden van deze vaart te vinden. Tegenwoordig is dit een deel van het natuurgebied de Sint-Donaaspolder.
Het hoornwerk, dat in noordelijke richting tegen het fort aan werd gebouwd, dateert uit de Staatse bezetting van het fort. Het is momenteel het enige relict van de vestingbouwkundige Menno van Coehoorn in Vlaanderen.

## Staats-Spaanse Linies
In het najaar van 2011 werd het hoornwerk - de zogenaamde zwaluwstaart - heringericht. De walgracht werd uitgediept en met de bekomen grond werd de wallen met twee halve bastions terug opgeworpen. De werken kaderden in het Interreg IVA project Forten en Verdedigingswerken in Grensbreed Perspectief.
Ook een van de bunker van het Stutzpunkt Dora werd vrijgemaakt en ingericht als overwinteringsplaats voor vleermuizen en salamanders.
In 2014 werd in de herstelde fortgracht een boomkikker waargenomen. Met de waarneming van deze Europees beschermde amfibiesoort werd een andere doelstelling van het fortherstel gehaald (nl. creëren van kansen voor natuurontwikkeling).

## Heden
Het terrein is in beheer van Natuurpunt en is een erkend natuurreservaat. Het terrein is publiek toegankelijk en maakt deel uit van de zogenaamde Sint-Donaaspolder.
In de zomer van 2018 werden de contouren zichtbaar door kleurverschil van de begroeiing na weken van extreme droogte.